# Chirocera glauca
Chirocera glauca är en stekelart som beskrevs av Yang 1997. Chirocera glauca ingår i släktet Chirocera och familjen bredlårsteklar. Inga underarter finns listade i Catalogue of Life.